# Thomas Hakon Grönwall
Thomas Hakon Grönwall, auch Gronwall (in den USA), Grönvall, (* 16. Januar 1877 in Dylta Bruk bei Axberg/Gemeinde Örebro; † 9. Mai 1932 in New York, NY) war ein schwedischer Mathematiker. Die grönwallsche Ungleichung ist nach ihm benannt. Er war hauptsächlich im Bereich der Physik und physikalischen Chemie tätig und befasste sich mit klassischer Analysis.

## Leben
Grönwalls Eltern waren Carl Theodor Grönwall und Laura Elisabeth Billqvist. Zunächst studierte er ab 1893 in Uppsala und ging dann nach einem Jahr nach Stockholm. 1898 machte er im Alter von nur 21 Jahren in Uppsala seinen Doktor. Das Thema seiner Doktorarbeit war On systems of linear total differential equations particularly with {\displaystyle 2n}-periodic coefficients. Später war er kurz in Deutschland, wo er 1902 an der Universität Berlin-Charlottenburg seinen Abschluss als Diplom-Ingenieur machte, als Bauingenieur tätig und wanderte 1904 in die USA aus, wo er ebenfalls bis 1912 als Ingenieur tätig war. Ab 1912 arbeitete er wieder im Bereich der Mathematik und lehrte unter anderem in Princeton und an der Columbia University in New York, wo er als beratender Mathematiker tätig war.